# بارنی دنیلز
بارنی دنیلز (انگلیسی: Barney Daniels؛ زادهٔ ۲۴ نوامبر ۱۹۵۰) بازیکن فوتبال اهل بریتانیا است.
از باشگاه‌هایی که در آن بازی کرده‌است می‌توان به باشگاه فوتبال اشتون یونایتد، باشگاه فوتبال استوک‌پورت کانتی، باشگاه فوتبال منچستر سیتی، و باشگاه فوتبال منچستر یونایتد اشاره کرد.